# Autour des Moluques
Tachyspiza henicogramma
Espèce
Statut de conservation UICN

 NT  : Quasi menacé
Statut CITES
L'Autour des Moluques (Tachyspiza henicogramma) est une espèce d'oiseaux de la famille des Accipitridae.

## Répartition
Cet oiseau est endémique des Moluques du Nord.